# الحراجية
قرية الحراجية هي إحدى القرى التابعة لمركز قوص في محافظة قنا في جمهورية مصر العربية. حسب إحصاءات سنة 2006، بلغ إجمالي السكان في الحراجية 10697 نسمة، منهم 5292 رجل و5405 امرأة.